# Hermann von Lenz
Hermann Ritter von Lenz (Neu-Ulm, 23. lipnja 1872. -  München, 20. prosinca 1959.) je bio njemački pukovnik i vojni zapovjednik. Tijekom Prvog svjetskog rata služio je u stožeru I. bavarskog pričuvnog korpusa i Grupe armija krunskog princa Rupprechta Bavarskog, te je obnašao dužnost načelnika stožera 6. armije na Zapadnom bojištu.

## Vojna karijera
Hermann von Lenz rođen je 23. lipnja 1872. u Neu-Ulmu. Sin je željezničkog inspektora Friedricha Lenza i Emme Lenz rođ. Müller. Nakon završetka humanističke Gimnazije Sv. Stjepana u Augsburgu, u kolovozu 1890. stupa u bavarsku vojsku služeći u 15. pješačkoj pukovniji "König Friedrich August von Sachen". Nakon toga, od ožujka 1892., služi u 18. pješačkoj pukovniji "Prinz Ludwig Ferdinand", da bi iduće 1893. godine bio premješten u 4. pješačku pukovniju "König Wilhelm of Württemberg". Tijekom službe u navedenoj pukovniji u rujnu 1900. je promaknut u čin poručnika, te u travnju 1901. postaje pobočnikom bojne. Od 1902. pohađa Bavarsku vojnu akademiju, te nakon završetka iste, od 1905. služi u središnjem uredu Glavnog stožera. Nakon dva mjeseca, premješten je u stožer II. korpusa gdje se nalazi na službi iduće dvije godine. U međuvremenu je, u kolovozu 1906., unaprijeđen u čin satnika. Potom služi u 17. pješačkoj pukovniji "Orff" gdje zapovijeda satnijom, nakon čega se vraća na službu u Glavni stožer gdje u listopadu 1911. premješten u Vojnu akademiju gdje predaje taktiku. Istodobno s tim imenovanjem promaknut je u čin bojnika. 

## Prvi svjetski rat
Na početku Prvog svjetskog rata Lenz je raspoređen u stožer I. bavarskog pričuvnog korpusa koji se pod zapovjedništvom Karla von Fasbendera nalazio u sastavu 6. armije na Zapadnom bojištu. U sastavu I. bavarskog pričuvnog korpusa sudjeluje u Bitci u Loreni, te nakon toga u pozicijskom ratu u Artoisu. U proljeće 1915. sudjeluje u Drugoj bitci u Artoisu, dok tijekom studenog i prosinca te iste godine istovremeno obnaša i dužnost zamjenika zapovjednika 1. pričuvne pukovnije.
U lipnju 1916. premješten je u stožer 6. armije kojom je zapovijedao bavarski krunski princ Rupprecht. U navedenom stožeru relativno kratko, svega dva mjeseca, jer je u kolovozu te iste godine nakon osnivanja Grupe armija krunskog princa Rupprechta Bavarskog premješten u stožer navedene novoformirane grupe armija. Niti na navedenoj dužnosti se ne zadržava dugo jer je u prosincu 1916. imenovan načelnikom stožera I. bavarskog pričuvnog korpusa u kojem je ranije služio, a kojim je i dalje zapovijedao Karl von Fasbender. S navedenim korpusom sudjeluje u borbama u Flandriji i Artoisu.
U travnju 1917. Lenz je odlikovan ordenom Vojnog reda Maxa Josefa, najvišim bavarskim vojnim odlikovanjem. Dobivanje navedenog odlikovanja istodobno je značilo i dobivanje plemićke titule, te je Lenz time dobio titulu viteza. Svega par dana nakon primitka odlikovanja, promaknut je u čin potpukovnika. U kolovozu 1917. postaje načelnikom stožera 6. armije pod zapovjedništvom Otta von Belowa. S navedenom armijom u travnju 1918. sudjeluje u Trećoj bitci u Flandriji u kojoj su jedinice 6. armije u potpunosti razbile dvije portugalske divizije, te zauzele Armentieres, ali zbog britanskih pojačanja nisu uspjele zauzeti kanalske luke što je bio cilj ofenzive. Za uspješno planiranje navedene operacije odlikovan je 10. travnja 1918. ordenom Pour le Mérite.
Na vlastiti zahtjev Lenz je u kolovozu 1918. stavljen na raspolaganje bavarskom ministarstvu rata. Želio je zapovijedati vlastitom jedinicom tako da je 2. rujna 1918. u skladu s tim željama imenovan zapovjednikom 4. kraljevske bavarske pješačke pukovnije "König Wilhelm von Würrtemberg". Tijekom borbi u Champagni i na Meusi Lenz je 2. listopada 1918. teško ranjen u glavu. Primljen je u bolnicu, te se do kraja rata nalazio na oporavku.

## Poslije rata
Nakon završetka rata i oporavka Lenz je od svibnja 1919. obnašao dužnost načelnika odjela Glavnog stožera bavarske vojske. Krajem godine, imenovan je načelnikom središnjeg odjela Glavnog stožera i inspektorom zaduženog za vojnu obuku. Navedene dužnosti obnašao je sve do raspuštanja bavarske vojske. U siječnju 1920. postaje predsjednikom njemačke komisije za granicu u Alsace-Loreni koja je imala sjedište u Baden-Badenu. U veljači te iste godine unaprijeđen je u čin pukovnika, da bi ubrzo nakon toga, u ožujku, bio premješten u pričuvu. Vojnu službu konačno je napustio 30. svibnja 1921. godine.
Lenz je od početka 1920. vodio dobrovoljačke udruge u Münchenu koju su uglavnom sačinjavali studenti s münchenskog sveučilišta. Od 1921. nalazi se na čelu Dobrovoljačkog korpusa koji se 1923. sjedinio s Radnom grupom boraca domovine. Kada su studenti odbili sudjelovati u demonstracijama desno orijentiranih udruga koje su bile predviđene za 1. svibnja 1923. Lenz je podnio ostavku. Nakon toga postaje članom organizacije Stahlhelm u kojoj od 1929. do 1933. vodi bavarsku nacionalnu udrugu. Na 25. godišnjicu Bitke kod Tannenberga promaknut je u počasni čin general bojnika.  
Hermann von Lenz preminuo je 20. prosinca 1959. u 88. godini života u Münchenu.

## Vanjske poveznice
(eng.) Hermann von Lenz na stranici Prussianmachine.com

(njem.) Hermann von Lenz na stranici Bundesarchiv.de